# Steironepion minus
Steironepion minus is een slakkensoort uit de familie van de Columbellidae. De wetenschappelijke naam van de soort is voor het eerst geldig gepubliceerd in 1845 door C. B. Adams.